# Rytis
Rytis ist ein litauischer männlicher Vorname, abgeleitet von rytas (dt. ‚Morgen‘).

## Personen
- Rytis Mykolas Račkauskas (* 1959), Politiker, Bürgermeister von Panevėžys
- Rytis Martikonis (* 1967), Diplomat, Politiker, EU-Funktionär, Generaldirektor der Generaldirektion Übersetzung
- Rytis Šatkauskas (* 1969), Politiker, Vizeminister
- Rytis Vaišvila (* 1971), Basketballtrainer, ehemaliger Basketballspieler
- Rytis Jokubauskas (* 1977),  Rechtsanwalt und Politiker, Vizeminister, stellvertretender Justizminister
- Rytis Kėvelaitis (* 1990), Energie-Politiker, Vizeminister